# Bataillon Rakosi
Le bataillon Rakosi était une unité de volontaires des Brigades internationales pendant la Guerre d'Espagne (1936-1939). Principalement composé de combattants de nationalité hongroise, il combattit dans la XIIIe Brigade internationale.

## Vétérans principaux
- László Rajk (commissaire politique) devint le ministre des affaires étrangères, fut accusé d'espionnage, et tué en 1949[1].
- Ferenc Münnich (commissaire politique) devint chef du gouvernement hongrois[2] entre 1958 et 1961.